# Call of Cthulhu: Destiny's End
Call of Cthulhu: Destiny's End foi um jogo eletrônico cancelado, dos gêneros tiro em terceira pessoa e Survival horror desenvolvido pela produtora de jogos britânica Headfirst Productions, para as plataformas PC,          PlayStation 2 e Xbox. Foi planejado com uma das duas continuações para o jogo Call of Cthulhu: Dark Corners of the Earth, de 2005, juntamente com o também cancelado Call of Cthulhu: Beyond the Mountains of Madness.